# Sävsjö
Sävsjö este un oraș în Suedia.

## Demografie
| \| Evoluția demografică a zonei urbane Sävsjö, 1970–2015 \| Evoluția demografică a zonei urbane Sävsjö, 1970–2015 \| Evoluția demografică a zonei urbane Sävsjö, 1970–2015 \| Evoluția demografică a zonei urbane Sävsjö, 1970–2015 \| Evoluția demografică a zonei urbane Sävsjö, 1970–2015 \| \| --------------------------------------------------------------------------------------- \| ----------------------------------------------------- \| ----------------------------------------------------- \| ----------------------------------------------------- \| ----------------------------------------------------- \| \| An \| \| \| Locuitori \| \| \| 1970 \| 1970 \| \| 4.846 \| 4.846 \| \| 1975 \| 1975 \| \| 4.913 \| 4.913 \| \| 1980 \| 1980 \| \| 5.064 \| 5.064 \| \| 1990 \| 1990 \| \| 5.434 \| 5.434 \| \| 1995 \| 1995 \| \| 5.378 \| 5.378 \| \| 2000 \| 2000 \| \| 4.908 \| 4.908 \| \| 2005 \| 2005 \| \| 5.068 \| 5.068 \| \| 2010 \| 2010 \| \| 5.122 \| 5.122 \| \| 2015 \| 2015 \| \| 5.374 \| 5.374 \| \| Sursa: SCB - Statistika Centralbyrån, Folkmängden per tätort. Vart femte år 1960 - 2016 \| \| \| \| \| |      |  |           |       |
| Evoluția demografică a zonei urbane Sävsjö, 1970–2015 |      |  |           |       |
| An |      |  | Locuitori |       |
| 1970 | 1970 |  | 4.846     | 4.846 |
| 1975 | 1975 |  | 4.913     | 4.913 |
| 1980 | 1980 |  | 5.064     | 5.064 |
| 1990 | 1990 |  | 5.434     | 5.434 |
| 1995 | 1995 |  | 5.378     | 5.378 |
| 2000 | 2000 |  | 4.908     | 4.908 |
| 2005 | 2005 |  | 5.068     | 5.068 |
| 2010 | 2010 |  | 5.122     | 5.122 |
| 2015 | 2015 |  | 5.374     | 5.374 |
| Sursa: SCB - Statistika Centralbyrån, Folkmängden per tätort. Vart femte år 1960 - 2016 |      |  |           |       |